# 奥多洛
奥多洛（義大利語：Odolo），是意大利布雷西亚省的一个市镇。总面积6.5平方公里，人口2056人，人口密度316.3人/平方公里（2009年）。国家统计（ISTAT）代码为017121。

## 友好城市
- 義大利贡诺斯法纳迪加 2008年